# Menkheperra
Menkheperra (... – 992 a.C.) è stato un Primo Profeta di Amon durante la XXI dinastia egizia.

## Biografia
Menkheperra, figlio del Primo Profeta di Amon Pinedjem I e di Henuttawy, figlia di Ramesse XI, ultimo sovrano della XX dinastia rivestì la carica di primo profeta di Amon per successione paterna probabilmente per più di 50 anni, durante i regni di Amenemnesut e Psusennes I, sovrani della XXI dinastia.
L'avvenimento di maggior rilievo del suo lungo pontificato fu la rivolta dei membri di alcune delle famiglie nobili di Tebe, fatto che si verificò immediatamente prima, o in concomitanza, con l'acquisizione da parte di Menkheperra del ruolo di Primo Profeta di Amon.
Fino ad Herihor la carica di primo profeta era stata ricoperta da membri delle famiglie nobili di Tebe su nomina regia. Con la sua trasformazione in carica ereditaria, oltretutto al di fuori delle cerchia delle famiglie principesche, queste si erano viste precludere l'accesso ad un incarico che era un'importante fonte di potere e di reddito. Menkheperra, dopo aver sconfitto i ribelli, utilizzò un responso oracolare del dio Amon stesso per deportare i suoi nemici a el-Kharga, una sperduta oasi nel deserto libico. Probabilmente per motivi di opportunità politica lo stesso oracolo venne usato poco dopo per concedere una generosa amnistia che permise ai ribelli il ritorno a Tebe.

Oltre ai consueti titoli, tra i quali vi era anche quello di Capo dell'Esercito, Menkheperra assunse anche quelli di Figlio del Re di Kush, del tutto onorifico in quanto il controllo della Nubia era stato perso dall'Egitto già ai tempi del pontificato di Payankh, nonno di Menkheperra.

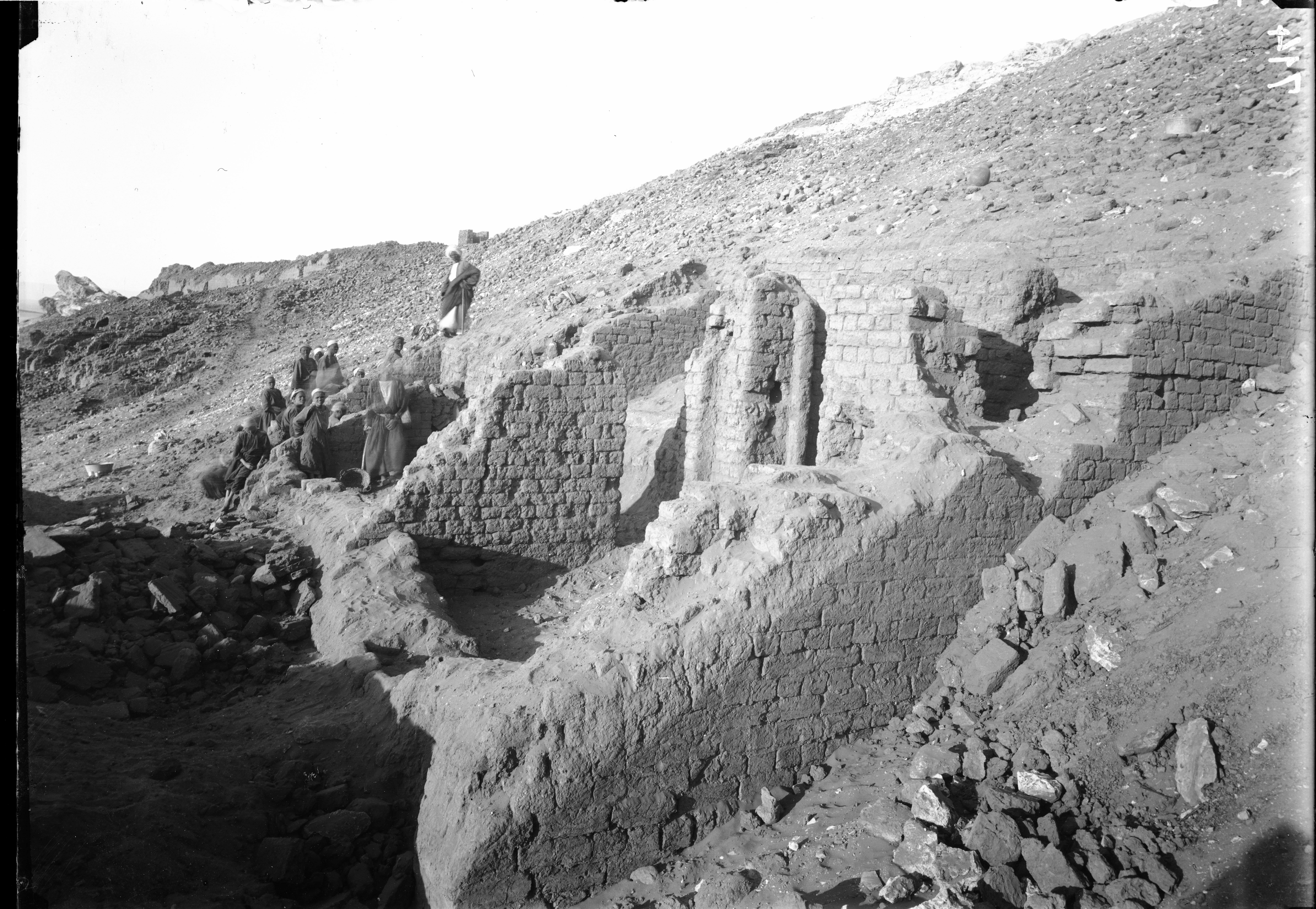
Rovine della fortezza fatta costruire da Menkheperra nella collina meridionale di Gebelein. Foto del 1910 (Archivio fotografico Museo Egizio, Torino).

L'attività edilizia durante il lungo regno/pontificato di Menkheperra risulta essere stata modesta, forse a causa di un impoverimento del Tesoro del Tempio di Amon; rimangono testimonianze dell'ingrandimento del recinto templare a Karnak e del potenziamento della fortezza di confine settentrionale di Tendjai o Tendjoi, oggi El-Hiba.

## Titolatura
| G5 |

| G5 |

|       |
| \| \| |
|       |
|       |

|  |

|       |
| \| \| |
|       |
|       |

|  |

| G16 |

| G16 |

|  |

| G8 |

| G8 |

|  |

| M23 · X1 | L2 · X1 |

| M23 · X1 | L2 · X1 |

| R8 | U36 | D1 · p · n | i | mn · n |

| R8 | U36 | D1 · p · n | i | mn · n |

| R8 | U36 | D1 · p · n | i | mn · n |

| R8 | U36 | D1 · p · n | i | mn · n |

| R8 | U36 | D1 · p · n | i | mn · n |

| R8 | U36 | D1 · p · n | i | mn · n |

| R8 | U36 | D1 · p · n | i | mn · n |

| R8 | U36 | D1 · p · n | i | mn · n |

| G39 | N5 |

| G39 | N5 |

| N5 | L1 | mn |

| N5 | L1 | mn |

| N5 | L1 | mn |

| N5 | L1 | mn |

| N5 | L1 | mn |

| N5 | L1 | mn |

| N5 | L1 | mn |

| N5 | L1 | mn |